# Calophasia bicolor
Calophasia bicolor är en fjärilsart som beskrevs av Paul Mabille 1889. Calophasia bicolor ingår i släktet Calophasia och familjen nattflyn. Inga underarter finns listade i Catalogue of Life.